# Landkreis Göppingen
Landkreis Göppingen är ett distrikt i Baden-Württemberg, Tyskland. 

## Infrastruktur
Motorvägen A8 går igenom distriktet.
1. ↑  GeoNames, 2005, Geonames-ID: 2919053, läs online och läs online.[källa från Wikidata]
2. ↑  härlett från: Statistisches Landesamt Baden-Württemberg.[källa från Wikidata]
3. ↑  hämtat från: tyskspråkiga Wikipedia.[källa från Wikidata]